# Puntate di WandaVision
Le puntate della miniserie televisiva WandaVision sono state distribuite sul servizio on demand Disney+ dal 15 gennaio al 5 marzo 2021, in tutti i paesi in cui il servizio è disponibile.
I protagonisti della miniserie sono Elizabeth Olsen e Paul Bettany, che riprendono i ruoli di Wanda Maximoff e Visione dai film del Marvel Cinematic Universe.
| nº | Titolo originale                     | Titolo italiano                        | Pubblicazione    |
| -- | ------------------------------------ | -------------------------------------- | ---------------- |
| 1  | Filmed Before a Live Studio Audience | Girato davanti a un pubblico in studio | 15 gennaio 2021  |
| 2  | Don't Touch That Dial                | Non cambiare canale                    | 15 gennaio 2021  |
| 3  | Now in Color                         | Ora a colori                           | 22 gennaio 2021  |
| 4  | We Interrupt This Program            | Interrompiamo questo programma         | 29 gennaio 2021  |
| 5  | On a Very Special Episode...         | In questo episodio molto speciale      | 5 febbraio 2021  |
| 6  | All-new Halloween Spooktacular!      | Nuovissimo Halloween spaventacolare!   | 12 febbraio 2021 |
| 7  | Breaking the Fourth Wall             | Infrangere la quarta parete            | 19 febbraio 2021 |
| 8  | Previously On                        | Negli episodi precedenti               | 26 febbraio 2021 |
| 9  | The Series Finale                    | Finale della serie                     | 5 marzo 2021     |

## Girato davanti a un pubblico in studio
- Titolo originale: Filmed Before a Live Studio Audience
- Diretta da: Matt Shakman
- Scritta da: Jac Schaeffer

### Trama

Logo tipografico utilizzato per la sequenza di apertura di questa puntata, ispirato a The Dick Van Dyke Show

In un'ambientazione anni cinquanta, i neo-sposi Wanda e Visione si trasferiscono nella cittadina di Westview. La coppia cerca di inserirsi nella comunità nonostante Visione sia un androide e Wanda abbia poteri telecinetici e di manipolazione della realtà. Un giorno, prima di andare al lavoro, Visione si accorge che sul calendario è segnato un cuore, ma né lui né Wanda ricordano cosa indichi. Mentre Visione è al lavoro alla Computation Services Inc., Wanda ricorda che il cuore sul calendario serve a ricordare il loro anniversario di matrimonio. Wanda riceve una visita dalla sua vicina, Agnes, che la aiuta a organizzare la serata. Nel frattempo, Visione stupisce i suoi colleghi con la sua velocità, ma non riesce a capire di cosa si occupi effettivamente l'azienda. Scopre inoltre che il cuore sul calendario serve a ricordare che quella sera verranno a cena il suo capo, il signor Hart, e sua moglie. Quella sera, Wanda e Visione cercano di nascondere i loro poteri mentre preparano una cena per i loro ospiti. Mentre interroga Wanda e Visione sul loro passato, il signor Hart soffoca con un pezzo di cibo, e Visione lo salva con i suoi poteri. I coniugi Hart vanno via, salutando Wanda e Visione come se non fosse accaduto nulla. Tutto questo avviene all'interno di una sitcom intitolata WandaVision, che qualcuno sta guardando in televisione.
Note
- Un finto spot televisivo pubblicizza il tostapane "ToastMate 2000" delle Stark Industries.[4][5]
- La puntata prende ispirazione dalle sitcom statunitensi degli anni cinquanta e sessanta, tra cui The Dick Van Dyke Show e Lucy ed io.[6][7]

## Non cambiare canale
- Titolo originale: Don’t Touch That Dial
- Diretta da: Matt Shakman
- Scritta da: Gretchen Enders

### Trama

Logo tipografico utilizzato per la sequenza di apertura di questa puntata, ispirato a Vita da strega

In un’ambientazione anni sessanta, Wanda e Visione vengono svegliati nel bel mezzo della notte da strani rumori fuori dalla finestra. Il giorno dopo i due preparano un numero di magia per uno spettacolo di beneficenza cittadino, nella speranza di riuscire ad integrarsi meglio nella cittadina. Wanda e Agnes passano la giornata con il comitato organizzativo dello spettacolo, guidato da Dottie Jones, mentre Visione si reca a una riunione del comitato di vigilanza del quartiere, dove ingoia accidentalmente una gomma da masticare che inceppa i suoi meccanismi interni. Wanda fa amicizia con un'altra vicina, Geraldine, e nota alcune stranezze: un elicottero giallo e rosso nel loro mondo in bianco e nero; una voce alla radio che sembra rivolgersi a lei; e una macchia di sangue rosso. Durante lo spettacolo Visione, in stato confusionale a causa della gomma da masticare, usa i suoi poteri per lo spettacolo di magia e Wanda è costretta, a sua volta, a usare le sue abilità per far sembrare dei semplici trucchi di magia i poteri del marito. Quella sera, dopo aver estratto la gomma da masticare dal marito, Wanda scopre di essere improvvisamente incinta. Subito dopo, la coppia nota un misterioso individuo vestito da apicoltore emergere da un tombino fuori dalla loro casa. Wanda manda indietro la realtà di qualche minuto e la figura scompare. L'ambiente circostante diventa a colori stile anni settanta. 
- Durata: 37 minuti
- Altri interpreti: Asif Ali (Norm), Emma Caulfield Ford (Dottie Jones), Jolene Purdy (Beverly), Amos Glick (Dennis il postino), David Payton (Herb), David Lengel (Phil Jones), Zac Henry (apicoltore), Ithamar Enriquez (Uomo della pubblicità), Victoria Blade (Donna della pubblicità), Yuuki Luna (Ballerina di tip-tap al talent show) ed Eric Delgado (Ballerino di tip-tap al talent show).

Note
- Un finto spot televisivo pubblicizza un orologio della marca Strücker.[4]
- La puntata prende ispirazione dalle sitcom statunitensi degli anni sessanta, tra cui Vita da strega e Strega per amore.[8][9][10]

## Ora a colori
- Titolo originale: Now in Color
- Diretta da: Matt Shakman
- Scritta da: Megan McDonnell

### Trama

Logo tipografico utilizzato per la sequenza di apertura di questa puntata. Quel "in color" fa riferimento al passaggio dal bianco e nero al colore della serie La famiglia Brady

In un'atmosfera a tinte anni settanta, Wanda viene visitata dal dottor Nelson e scopre di essere al quarto mese di gravidanza; il dottor Nelson rassicura lei e Visione e se ne va con l'intenzione di partire per le vacanze con la moglie. Mentre accompagna il dottore sul vialetto di casa, Visione nota il suo vicino di casa, Herb, che taglia il muretto in uno stato semi-catatonico. I coniugi iniziano a prepararsi per l'arrivo del bambino, ma la gravidanza procede in modo talmente veloce che poco dopo Wanda entra in travaglio; a causa delle doglie i suoi poteri causano numerosi sovraccarichi di energia e mettono in subbuglio l'intera cittadina. Visione decide di andare dal dottor Nielson in cerca di aiuto. Nel frattempo, Wanda riceve una visita di Geraldine, una sua vicina, che la aiuta a partorire due gemelli: Tommy e Billy. Visione torna e vede Agnes e Herb parlottare di Geraldine e lo informano che la donna è appena arrivata a Westview e non ha un marito e neppure una casa. Wanda rivela a Geraldine di aver avuto un fratello, Pietro, e Geraldine afferma di sapere che quest'ultimo è stato ucciso da Ultron. Wanda si agita e nota che Geraldine indossa un ciondolo a forma di spada. Poco dopo, Visione rientra in casa e Geraldine è scomparsa. 
All'esterno di Westview, Geraldine viene scagliata fuori da un muro di energia e viene circondata da agenti dello S.W.O.R.D..
- Durata: 33 minuti
- Altri interpreti: Randy Oglesby (Dottor Nielson), David Payton (Herb), Emma Caulfield Ford (Dottie), David Lengel (Phil Jones), Rose Bianco (signora Nielson), Ithamar Enriquez (uomo della pubblicità), Victoria Blade (donna della pubblicità), Wesley Kimmel (bambino della pubblicità), Sydney Thomas (bambina della pubblicità).

Note
- Un finto spot televisivo pubblicizza un sapone della marca Hydra.
- La puntata prende ispirazione dalle sitcom statunitensi degli anni settanta come La famiglia Brady, Good Times e La famiglia Partridge.[11]

## Interrompiamo questo programma
- Titolo originale: We Interrupt This Program
- Diretta da: Matt Shakman
- Scritta da: Bobak Esfarjani e Megan McDonnell

### Trama
Il capitano Monica Rambeau, agente dello S.W.O.R.D., torna in vita in seguito al Blip e scopre che sua madre, Maria, è morta di cancro da tre anni. Tre settimane dopo, Monica torna al lavoro e viene inviata dal direttore Tyler Hayward ad assistere l'agente dell'FBI Jimmy Woo con un caso di persona scomparsa a Westview, nel New Jersey. I due scoprono che un enorme campo energetico esagonale permeato dalla radiazione cosmica di fondo circonda la cittadina e Monica viene attirata all'interno del campo, sparendo alla vista.
Lo S.W.O.R.D. stabilisce un campo militare fuori da Westview per monitorare la situazione, continuando a inviare inutilmente droni e un agente. La dottoressa Darcy Lewis viene chiamata per aiutare a studiare la situazione e scopre un segnale televisivo che trasmette la sitcom WandaVision. Usando un vecchio televisore per guardare la sitcom, Darcy e lo S.W.O.R.D. scoprono che i residenti di Westview fanno parte del "cast" della sitcom e vedono anche Monica nei panni di "Geraldine". Darcy e Jimmy tentano invano di comunicare con Wanda usando una radio. All'interno della sitcom, Monica menziona Ultron e Wanda la scaglia fuori dal campo di forza. Visione torna a casa e Wanda lo vede con il suo aspetto da morto; terrificata, ripristina la finzione. All'esterno del campo di forza, Monica viene circondata dagli agenti dello S.W.O.R.D. e rivela che tutta l'illusione è opera di Wanda.
- Durata: 35 minuti
- Altri interpreti: Josh Stamberg (Tyler Hayward), Alan Heckner (agente Monti), Selena Anduze (agente Rodriguez), Lana Young (Dr. Highland), Zac Henry (agente Franklin / apicoltore)

## In questo episodio molto speciale
- Titolo originale: On a Very Special Episode...
- Diretta da: Matt Shakman
- Scritta da: Jac Schaeffer

### Trama

Logo tipografico semplificato utilizzato nella sequenza di apertura di questa puntata, ispirato a Casa Keaton e a Genitori in blue jeans

Negli anni ottanta, Wanda e Visione cercano di far addormentare senza successo i neonati Billy e Tommy. Agnes si propone di aiutarli ma Visione resta perplesso dal suo comportamento insolito, in particolare quando chiede se non sia il caso di "rigirare la scena". Lui e Wanda scoprono che Tommy e Billy sono improvvisamente cresciuti di cinque anni. In seguito i bambini trovano un cagnolino e chiedono ai genitori di tenerlo; Agnes, giunta immediatamente con una cuccia per cani, suggerisce di chiamarlo Sparky. Wanda usa i suoi poteri senza preoccuparsi di farsi scoprire da Agnes, cosa che desta ulteriormente i sospetti di Visione. Tommy e Billy crescono nuovamente fino all'età di dieci anni. Al lavoro, Visione legge una mail dello S.W.O.R.D. sulla situazione a Westview e, interrogando un suo collega, scopre che Wanda sta controllando l'intera cittadina.  
Fuori Westview, nel campo militare dello S.W.O.R.D., Monica si risveglia in infermeria e scopre che nove giorni prima Wanda aveva fatto irruzione nel quartier generale dello S.W.O.R.D., trafugando il cadavere di Visione. Hayward decide di mandare un drone degli anni ottanta all'interno della cittadina e tenta di uccidere Wanda. Quest'ultima esce dal campo energetico con il drone e minaccia Hayward, invitandolo ad andarsene. Nel frattempo, Tommy e Billy cercano Sparky, fuggito spaventato dal drone, ma Agnes rivela che il cane è morto. I bambini allora chiedono alla madre di riportarlo in vita. Visione affronta Wanda, chiedendole cosa stia accadendo, ma i due vengono interrotti dall'arrivo di un uomo che Wanda riconosce come suo fratello Pietro. Guardando la trasmissione, Darcy osserva che Wanda ha dato il ruolo di Pietro a un altro. 
- Durata: 41 minuti
- Altri interpreti: Julian Hilliard (Billy a 10 anni), Jett Klyne (Tommy a 10 anni), Baylen Bielitz (Billy a 5 anni), Gavin Borders (Tommy a 5 anni), Josh Stamberg (Tyler Hayward), Amos Glick (Dennis il postino), Asif Ali (Norm), Alan Heckner (agente Monti), Selena Anduze (Agente Rodriguez), Grey DeLisle (voce nella pubblicità), Ithamar Enriquez (uomo nella pubblicità), Victoria Blade (donna nella pubblicità)

Note
- Un finto spot televisivo pubblicizza la carta assorbente Lagos.
- La puntata prende ispirazione dalle sitcom statunitensi degli anni ottanta, in particolare Casa Keaton, Genitori in blue jeans, Gli amici di papà, Pappa e ciccia, Casalingo Superpiù e Dieci sono pochi.[12]

## Nuovissimo Halloween spaventacolare!
- Titolo originale: All-New Halloween Spooktacular!
- Diretta da: Matt Shakman
- Scritta da: Chuck Hayward e Peter Cameron

### Trama

Logo tipografico semplificato utilizzato nella sequenza di apertura di questa puntata, ispirato a Malcolm

In una Westview a fine anni novanta e inizi degli anni duemila, Wanda vuole passare insieme alla famiglia il primo Halloween dei figli, ma Visione afferma di dover partecipare alla ronda di quartiere. Pietro si offre di accompagnare Wanda e i gemelli a fare "dolcetto o scherzetto" e giocare insieme a Billy e Tommy, che scopre di aver ereditato la super velocità dello zio. Chiacchierando con Herb, Wanda scopre che quella sera Visione non è di turno nella ronda. Pietro rassicura Wanda, scettica nei suoi confronti per via del suo aspetto, di essere davvero suo fratello. Nel frattempo, Visione vaga in cerca di risposte riguardo agli eventi accaduti a Westview, notando decine di cittadini immobili in tutta la periferia, tra cui Agnes. Usando i suoi poteri, Visione risveglia Agnes, che lo riconosce come membro degli Avengers. Proprio grazie alle parole di Agnes, Visione scopre di essere morto e che Wanda tiene sotto controllo l'intera cittadina.
Fuori da Westview, Hayward ordina a Monica, Darcy e Jimmy, contrari alle sue decisioni, di lasciare la base. I tre rientrano di nascosto e accedono al computer di Hayward, scoprendo che l'uomo sta seguendo la traccia di vibranio di Visione. Quest'ultimo raggiunge i confini di Westview e tenta di attraversare il campo energetico, cominciando a disintegrarsi. Billy percepisce quello che sta accadendo grazie ai suoi poteri telepatici e chiede aiuto a Wanda, che espande il campo energetico che circonda Westview, inglobando Visione, Darcy e l'intera base dello S.W.O.R.D.
- Durata: 38 minuti
- Altri interpreti: Julian Hilliard (Billy), Jett Klyne (Tommy), Josh Stamberg (Tyler Hayward), David Payton (Herb), Alan Heckner (Agent Monti), Selena Anduze (Agent Rodriguez), Sophia Gaidarova (Wanda da bambina), Joshua Begelman (Pietro da bambino), Stephanie Astalos-Jones (donna senza denti), Adam Gold (voce nella pubblicità), Tristen Chen (voce nella pubblicità)

Note
- Un finto spot televisivo pubblicizza lo yogurt Yo-Magic.
- La puntata prende ispirazione dalla sitcom Malcolm, andata in onda dal 2000 al 2006, e dagli episodi a tema festivo tipici delle sitcom statunitensi.[13][14][15][16]

## Infrangere la quarta parete
- Titolo originale: Breaking the Fourth Wall
- Diretta da: Matt Shakman
- Scritta da: Cameron Squires

### Trama

Logo tipografico utilizzato nella sequenza di apertura di questa puntata, ispirato a Modern Family

Seconda metà degli anni duemila; Wanda, giù di morale per i recenti avvenimenti, decide di passare del tempo da sola e riposarsi per una giornata; affida Billy e Tommy ad Agnes, che li accompagna a casa sua. Nel frattempo, Visione si risveglia ai confini di Westview, vicino alla ex-base dello S.W.O.R.D. trasformata in un circo. Incontra Darcy e la risveglia; lei gli racconta del suo passato e degli eventi che li hanno portati fin lì. Wanda cerca di rilassarsi, ma si accorge che l'arredamento di casa continua a cambiare epoca senza che lei riesca a controllarlo. 
All'esterno di Westview, Hayward pianifica di entrare in città e attaccare Wanda. Monica e Jimmy incontrano il maggiore Goodner e alcuni membri fedeli dello S.W.O.R.D. Monica tenta di sfondare il campo energetico con un veicolo corazzato e, quando il tentativo fallisce, lo attraversa di persona, acquisendo poteri e occhi luminescenti. Va a casa di Wanda per avvertirla del piano di Hayward, ma Wanda non le crede e la attacca. Monica la contrasta grazie ai suoi nuovi poteri. La discussione è interrotta da Agnes, che intima a Monica di andarsene e porta Wanda a casa sua. Qui Wanda si accorge che i gemelli sono spariti e scende nel seminterrato, dove scopre un cupo antro. Agnes la intrappola e rivela di chiamarsi Agatha Harkness, una strega dotata di poteri magici. Attraverso una visione Agatha mostra a Wanda come abbia manipolato lei e gli eventi di Westview, inclusa l'apparizione di "Pietro" e la morte di Sparky. 
In una scena dopo i titoli di coda, Monica trova lo scantinato di Agatha e viene sorpresa da "Pietro".
- Durata: 37 minuti
- Altri interpreti: Julian Hilliard (Billy), Jett Klyne (Tommy), Josh Stamberg (Tyler Hayward), Emma Caufield Ford (Dottie), Jolene Purdy (Beverly), David Payton (Herb), David Lenge (Phil Jones), Asif Ali (Norm), Alan Heckner (Agente Monti / Uomo forzuto), Rachel Thompson (Maggiore Goodner), Selena Anduze (Agente Rodriguez), Amos Glick (Amos il postino), Victoria Blade (donna nella pubblicità), Ithamar Enriquez (uomo nella pubblicità), Wesley Kimmel (bambino nella pubblicità), Sydney Thomas (bambina nella pubblicità)

Note
- Un finto spot televisivo pubblicizza l'antidepressivo Nexus.
- Lo stile della puntata prende ispirazione dalla sitcom Modern Family, mentre la sigla d'apertura è ispirata a quella delle sitcom Happy Endings e The Office.[17][18][19] La sigla musicale "Agatha All Along"[N 4] (adattata in italiano come "Era Agatha, cari miei") è invece un omaggio alle sitcom anni sessanta La famiglia Addams e I mostri.[21][22]

## Negli episodi precedenti
- Titolo originale: Previously On
- Diretta da: Matt Shakman
- Scritta da: Laura Donney

### Trama
Salem, Massachusetts, 1693: Agatha Harkness viene condannata a morte dalla congrega di streghe guidata da sua madre per aver praticato magia oscura, ma sopravvive prosciugando le loro vite.
Nel presente, Agatha chiede a Wanda come riesca a controllare l'intera Westview e la costringe a rivivere alcuni ricordi per scoprire l'origine dei suoi poteri. Nel primo ricordo, i piccoli Wanda e Pietro sopravvivono per due giorni accanto a una bomba inesplosa e Agatha intuisce che Wanda è nata con poteri magici. Nel ricordo seguente, Wanda si offre volontaria per partecipare a un esperimento dell'Hydra ed entra in contatto con la Gemma della mente, che risveglia i suoi poteri latenti. Dopo la morte di Pietro, Wanda si unisce agli Avengers e trova conforto nell'amicizia con Visione, che come lei vive in solitudine. Nell'ultimo ricordo, Wanda si reca alla base dello S.W.O.R.D. per recuperare il corpo di Visione e offrirgli degna sepoltura, ma Hayward le mostra il corpo smantellato dell'androide e Wanda è costretta ad andarsene da sola. Sulla via del ritorno, Wanda si ferma a Westview, dove lei e Visione avevano in mente di andare a vivere insieme. Distrutta dal dolore, Wanda crea l'immenso campo elettromagnetico che ingloba la cittadina e i suoi abitanti e usa i suoi poteri per far apparire Visione.
Wanda emerge dallo stato di trance e affronta Agatha, che tiene prigionieri Billy e Tommy. Agatha, compresa la vastità e la pericolosità dei poteri della donna, rivela che Wanda è la mitologica "Strega Scarlatta".
In una scena dopo i titoli di coda, Hayward si prepara ad attaccare Westview e, utilizzando l'energia emessa dal drone distrutto da Wanda, riesce a riattivare il Visione originale, bianco.
- Altri interpreti: Julian Hilliard (Billy), Jett Kylne (Tommy), Josh Stamberg (Tyler Hayward), David Payton (John Collins), David Lengel (Harold Proctor), Amos Glick (fattorino), Selena Anduze (Agente Rodriguez), Kate Forbes (Evanora Harkness), Ilana Johanchi (Iryna Maximoff), Daniyar (Olek Maximoff), Michaela Russell (Wanda da bambina), Gabriel Gurevich (Pietro da bambino), Hans Obma (scienziato dell'Hydra), Stephen Goldbach (tecnico dell'Hydra), Aaron Gillespie (guardia di sicurezza)

## Finale della serie
- Titolo originale: The Series Finale
- Diretta da: Matt Shakman
- Scritta da Jac Schaeffer

### Trama
Wanda affronta Agatha, che ha intenzione di assorbire i suoi poteri e impedirle di diventare Scarlet Witch. Agatha libera dal controllo mentale i cittadini di Westview, i quali si rivoltano contro Wanda. La donna, realizzando il dolore che ha causato loro, inizia a dissolvere il campo elettromagnetico, ma si rende conto che così facendo Visione, Tommy e Billy, da lei creati, moriranno, ed è costretta a fermarsi. Il Visione bianco tenta di uccidere Wanda ma viene fermato da Visione, che si scontra con lui e lo aiuta a ripristinare i suoi ricordi; il Visione bianco vola via. Nel frattempo, Monica scopre che il falso Pietro è in realtà Ralph Bohner, un abitante di Westview, e lo libera dall'incantesimo di Agatha. Hayward e gli agenti dello S.W.O.R.D. fanno irruzione a Westview e attaccano Billy e Tommy, ma Monica interviene e aiuta i due gemelli a fermarli. Hayward tenta di fuggire ma viene fermato da Darcy. Agatha invita Wanda a donarle la sua magia, promettendo che le permetterà di restare a Westview con la sua famiglia. Wanda intuisce l'inganno e crea delle rune, impedendo in tal modo ad Agatha di usare la magia. Accettata la sua vera natura, Wanda diventa Scarlet Witch e sconfigge Agatha, intrappolandola a Westview nel "ruolo" di Agnes. Wanda dà l'addio alla sua famiglia. Il campo elettromagnetico si dissolve e Tommy, Billy e Visione svaniscono. Wanda saluta Monica e vola via.
In una scena durante i titoli di coda, Hayward viene arrestato dall'FBI per manomissione di prove e una Skrull informa Monica che un amico di sua madre vuole incontrarla. In un'altra scena Wanda, isolatasi in una baita sperduta, studia il Darkhold nella sua forma astrale e sente le voci dei suoi figli che le chiedono aiuto.
- Durata: 50 minuti
- Altri interpreti: Julian Hilliard (Billy), Jett Kylne (Tommy), Josh Stamberg (Tyler Hayward), Debra Jo Rupp (Sharon Davis), Asif Ali (Abilash Tandon), Emma Caulfied (Sarah Proctor), Jolene Purdy (Isabel Matsueda), David Payton (John Collins), David Lengel (Harold Proctor), Amos Glick (fattorino), Selena Anduze (Agente Rodriguez), Kate Forbes (Evanora Harkness), Lori Livingston (Skrull), Chase Yi (soccorritore)